# Nicolasa
Nicolasa es un personaje creado por el titiritero y periodista peruano de origen colombiano Ángel Calvo Castiblanco. Es conocida por ser conductora de diversos programas magacín femenino en Perú. Entre ellos Hola Perú (originalmente Por las mañanas) del canal de televisión TV Perú, entonces el más largo de su historia al emitirse durante los años 2000 y parte de los años 2010, como también Lorena y Nicolasa en Panamericana Televisión, a lado de Lorena Caravedo. Según Hildebrandt en sus trece, de César Hildebrandt, es uno de los personajes títeres más cotizados de la televisión peruana para 2011.

## Perfil del personaje
Nicolasa surgió de una obra de teatro de Colombia, La pájara gorda, en 1992. En 2001 se inició en la televisión. Fue la productora Vanny Passalacqua quien contactó a Calvo Castiblanco para protagonizar Hola Perú en 2003. Denota su personalidad criolla, de origen colombiano, pícara e irreverente de una madre soltera en su tercera edad, e inicialmente desempeñó como en segmentos de cocina, consejos de medicina y belleza.
Más allá de los magacines se incursonó en unipersonales y talleres comunitarios. Además, obtuvo su aparición propia en el programa infantil Los pimpollos, que fue planificado durante nueve años como Nicolasa y sus amigos, así como microprogramas con Antonio Zapata. Posteriormente, se incursionó en las radios La Mega, con Maricarmen Marín, y Corazón. A finales de 2020 es considerada como la «embajadora de San Martín» por el gobierno regional, y posteriormente imagen del canal local Auténtica Televisión.
Adicionalmente, surgió el personaje Mariana, nieta de Nicolasa, que tuvo un rol menor para el programa especial Temas y debates con Antonio Zapata en TV Perú.
En 2024, regresó a la televisión estatal como conductora de Más conectados.